# Monographie de la famille des Anonacées
Monographie de la famille des Anonacées (abreviado Monogr. Anonac.) es un libro con ilustraciones y descripciones botánicas que fue escrito por el botánico y micólogo francés Michel Félix Dunal y publicado en Paris, Londres, Estrasburgo y Montpellier en el año 1817.